# 방데주
방데(프랑스어: Vendée, 프랑스어 발음: [vɑ̃.de])는 데파르트망으로, 세브르 니오르테즈강의 지류인 동명의 강, 방데강이 흐른다.
방데는 프랑스 중서부에 위치한 페이드라루아르 레지옹에 위치하여 있으며 대서양과 인접해 있다. 역사적 지역으로는 푸아투에 속하여 옛 바푸아투 지방에 대응한다. 국립 통계 경제 연구소와 프랑스 우체국은 방데를 코드 85번으로 지정하였다. 방데의 주도는 라로슈쉬르용이며, 인구는 675,247명(2017년 기준), 면적은 6,719.59km2, 인구밀도는 100명/km2이다.

## 인구
| 연도 | 인구    | ±% p.a. |
| ---- | ------- | ------- |
| 1801 | 243,426 | —       |
| 1821 | 316,587 | +1.32%  |
| 1831 | 330,350 | +0.43%  |
| 1841 | 356,453 | +0.76%  |
| 1851 | 383,734 | +0.74%  |
| 1861 | 395,695 | +0.31%  |
| 1872 | 401,446 | +0.13%  |
| 1881 | 421,642 | +0.55%  |
| 1891 | 442,355 | +0.48%  |
| 1901 | 441,311 | −0.02%  |
| 1911 | 438,520 | −0.06%  |
| 1921 | 397,292 | −0.98%  |
| 1931 | 390,396 | −0.17%  |

| 연도 | 인구    | ±% p.a. |
| ---- | ------- | ------- |
| 1936 | 389,211 | −0.06%  |
| 1946 | 393,787 | +0.12%  |
| 1954 | 395,641 | +0.06%  |
| 1962 | 408,928 | +0.41%  |
| 1968 | 421,250 | +0.50%  |
| 1975 | 450,641 | +0.97%  |
| 1982 | 483,027 | +1.00%  |
| 1990 | 509,356 | +0.67%  |
| 1999 | 539,664 | +0.64%  |
| 2006 | 597,185 | +1.46%  |
| 2011 | 641,657 | +1.45%  |
| 2016 | 670,597 | +0.89%  |

|  | 기술적 문제로 인해 그래프를 일시적으로 사용할 수 없습니다. 파브리케이터와 미디어위키 위키에 더 자세한 정보가 있습니다. |

## 문화
방데 전쟁은 빅토르 위고가 마지막으로 쓴 소설인 93년의 주제이다.

## 같이 보기
- 방데주의 캉통